# Freytagana gibsoni
Freytagana gibsoni är en insektsart som beskrevs av Delong 1975. Freytagana gibsoni ingår i släktet Freytagana och familjen dvärgstritar. Inga underarter finns listade i Catalogue of Life.